# Franco y Ciccio

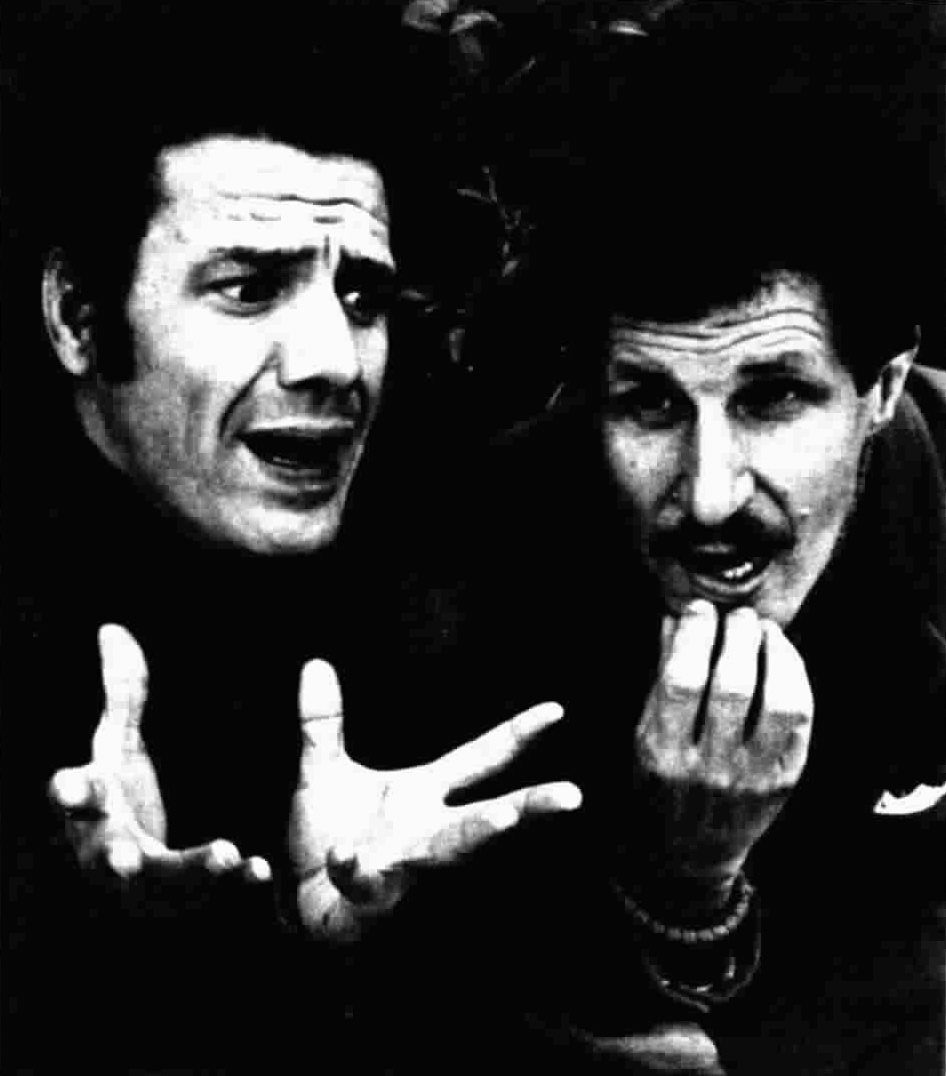
Franco Franchi (izquierda) y Ciccio Ingrassia (derecha).

Franco y Ciccio (en italiano: Franco e Ciccio) fueron un dúo cómico formado por los actores italianos Franco Franchi (1928-1992) y Ciccio Ingrassia (1922-2003), particularmente popular en las décadas de 1960 y 1970. Su colaboración comenzó en 1954 en el campo teatral y terminó con la muerte de Franchi en 1992. Los dos hicieron su debut cinematográfico en 1960 con la película Appuntamento a Ischia y permanecieron activos hasta 1984, cuando se rodó su última película, Kaos, aunque tuvieron algunas interrupciones entre 1975 y 1980.
Aparecieron en 112 películas y su trayectoria, a posteriori, ha sido objeto de estudio. El gran éxito con el público se evidencia en las ganancias de taquilla, que en la década de 1960 representaban el 10% de las ganancias anuales de taquilla en Italia.

## Historia

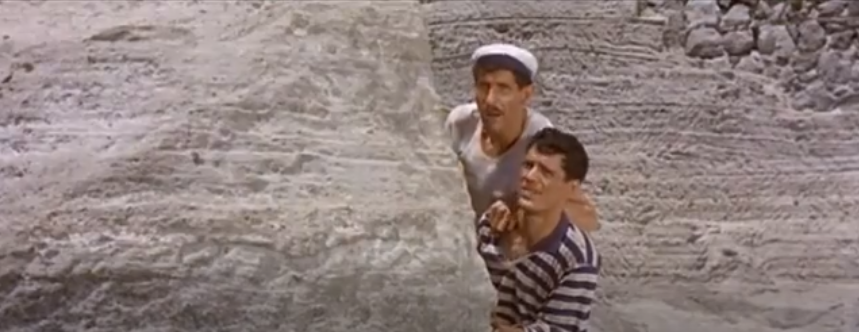
Franco e Ciccio en Appuntamento a Ischia (1960), de Mario Mattoli.

Ambos nacidos en Palermo, capital de Sicilia, su colaboración comenzó en 1954. Los dos hicieron su debut cinematográfico en 1960 con la película Appuntamento a Ischia. Juntos aparecieron en 112 películas, generalmente como los personajes principales, y ocasionalmente como personajes secundarios en películas con actores conocidos como Totò y Domenico Modugno. También aparecieron en una gran variedad de géneros cinematográficos, o acompañados de grandes mitos del cine, como Vittorio Gassman, Buster Keaton o Vincent Price. Aunque sus películas fueron etiquetadas como obras menores del cine italiano, sin embargo, fueron recompensados con importantes taquillazos de audiencia, como le ocurrió a su película I figli del leopardo (1965), de Sergio Corbucci, parodia de El gatopardo (1963), de Luchino Visconti. Sin embargo, hubo excepciones a los juicios negativos de los críticos, como los de Alberto Moravia o Carmelo Bene, quienes se atrevieron a expresar su consideración. Sus películas ciertamente se rodaban con bajo presupuesto y en muy pocos días, como las rodadas con el director Marcello Ciorciolini; a veces incluso firmaban una docena de películas por año. También están las 13 películas dirigidas por Lucio Fulci, quien fue el artífice de la inversión de sus roles típicos al convertir a Ciccio en el personaje serio, el compinche, y a Franco en el personaje cómico, imprevisible. Considerados en su momento como protagonistas de películas B, posteriormente fueron reconsiderados por la crítica por su comedia y sus habilidades creativas, convirtiéndose en objeto de estudio.

## Temas

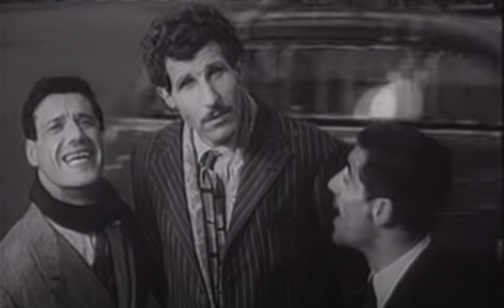
Franco e Ciccio en L'onorata società (1961), de Riccardo Pazzaglia.

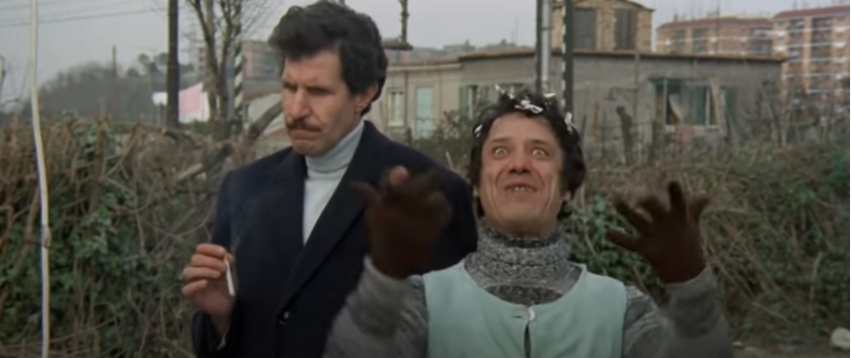
Franco e Ciccio en Continuavano a chiamarli... er più e er meno (1972), de Giuseppe Orlandini.

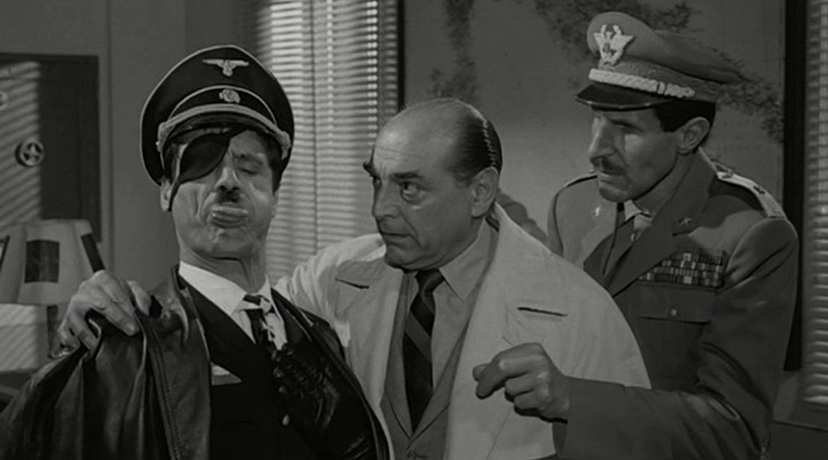
Franco e Ciccio en I due pericoli pubblici, de Lucio Fulci (1964).

A menudo, sus películas carecían de un verdadero guion y se basaban en la técnica teatral del canovaccio, con diálogos confiados a la improvisación. El director se limitaba a dar indicaciones a los cámaras, sin interferir en el trabajo de los actores. Franco la define como una "dirección artística superficial, hija de una concepción pasiva del cine". En la filmografía del dúo se pueden identificar dos tipos de películas, las parodias y las obras originales, historias enteramente inventadas por ellos o por los guionistas. Entre estos dos tipos, hay películas originales con títulos parodiados y películas de antología. Además, las participaciones en películas de autor tales como El Juicio Final (1961), de Vittorio De Sica o Kaos (1984), de Paolo y Vittorio Taviani, Caprice Italian Style (1968) de seis directores diferentes y Lasaventuras de Pinocho (1972), de Luigi Comencini son muy importantes. Muchas películas se centran en el tema de la Cosa nostra, inicialmente jugando con el estereotipo mafioso como L'onorata società (1961), de Riccardo Pazzaglia y Dos de la mafia (1964), de Giorgio Simonelli. Otras se centran en la sátira humorística de la sociedad, apuntando a la política (I 2 deputati, de Giovanni Grimaldi), religión (Don Franco e Don Ciccio nell'anno della contestazione, de Marino Girolami), deporte (I due maghi del pallone, de Mariano Laurenti), justicia (Riuscirà l'avvocato Franco Benenato a sconfiggere il suo acerrimo nemico il pretore Ciccio De Ingras?, de Mino Guerrini). En el género western se incluyen Dos vivales en Fuerte Álamo, de Giorgio Simonelli (1965), Cómo nos metimos en problemas con el Ejército, de Lucio Fulci (1965), Cómo robamos el Banco de Italia, de Lucio Fulci (1966), Cómo robamos la bomba atómica, de Lucio Fulci (1967), I 2 pompieri, I due assi del guantone, de Mariano Laurenti (1971) y Franco, Ciccio y le vedove allegre. A menudo, las empresas cinematográficas, tan pronto como tenían noticias del estreno de una nueva película, encargaban una parodia, lo que conducía a películas como Satiricosissimo, I figli del leopardo, I due pericoli pubblici; más las parodias del Spaghetti western (Dos caraduras en Texas, El guapo, el feo y el estúpido, Due rrringos en Texas) y las parodias de las películas de espías: Dr. Goldfoot y las chicas bomba, 002 agentes de seguridad, 002 Operación Luna, que se refieren a la saga de James Bond. Otras parodias fueron Don Chisciotte and Sancio Panza y Farfallón. A medio camino entre las parodias y las obras originales, están las referidas a títulos famosos pero con tramas originales, como I due maggiolini più matti del mondo (1970).

## Impacto cultural

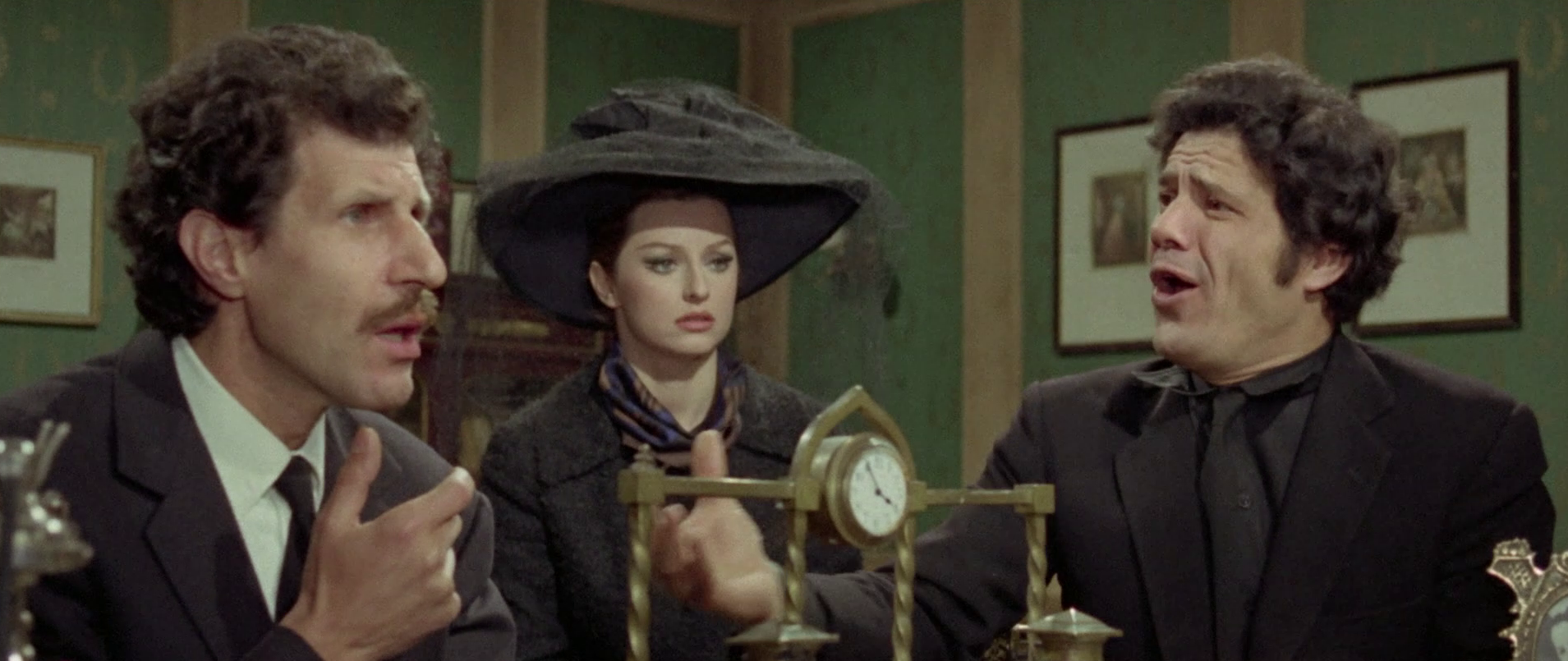
Franco e Ciccio en The Long, the Short, the Cat (1967), de Lucio Fulci

El dúo también protagonizó una serie de cómics a fines de la década de 1960, Ciccio & Franco, con historias que eran originales, pero presentaban gags ya establecidos en el cine. El 8 de septiembre de 2004, durante la 61.ª Festival Internacional de Cine de Venecia, Daniele Ciprì y Franco Maresco presentó el documental Come inguaiammo il cinema italiano-La vera storia di Franco e Ciccio, sobre la vida de Franco y Ciccio.

## Influencias

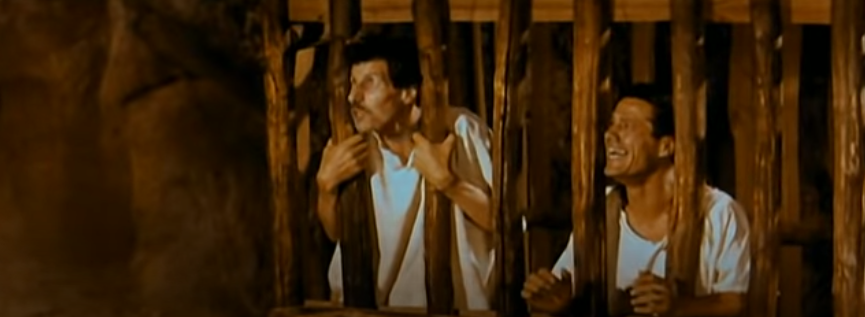
Franco e Ciccio en Hercules in the Valley of Woe (1961), de Mario Mattoli.

El modelo principal del dúo fue sin duda el de El Gordo y el Flaco, Laurel y Hardy. De joven, el ídolo de Ciccio era Totò. Fue a verlo durante un espectáculo en Palermo y quedó impresionado, tanto que tomó muchas ideas de su obra y las recreó en sus personajes, especialmente en el período inicial. También admiraba mucho Danny Kaye y Charles Chaplin. Franco, por su parte, admiraba a Buster Keaton, a quien consideraba incluso mejor que Chaplin. Su sueño era actuar junto a él, y lo hizo en 1966. En los primeros años del teatro, a menudo se comparaba a Franco con Jerry Lewis. Ambos admiraban también a muchos de sus colegas contemporáneos: Peppino De Filippo, Erminio Macario, Raimondo Vianello, Luigi Pavese, Aldo Fabrizi, Akim Tamiroff y Mischa Auer. Además, Ciccio había quedado positivamente impresionado por Jayne Mansfield, actriz que murió a los 34 años en un accidente automovilístico, con quien protagonizó Primitive Love (1964), de Luigi Scattini.

#### Homenajes
A lo largo de su extensa carrera, el dúo cómico recibió numerosos homenajes y programas laudatorios.

## Música
Franco, mientras trabajaba con "crawlers" de Salvatore Polara, además de actuar, interpretó al bombo y el acordeón y cantaba en los espectáculos de la plaza. Ciccio, por su parte, se dedicó inicialmente a parodias de Canzone Napoletana, incluyendo Ágata, Nino Taranto's fuerte. El primer espectáculo juntos estuvo dedicado a la canción napolitana Núcleo ' ngrato. Colaboraron con Domenico Modugno en el LP grabación del espectáculo Rinaldo en campo, que recopiló todas las canciones interpretadas durante la comedia; la canción "Tre briganti, tre somari" también se publicó en 45 rpm.
También se hicieron sencillos a partir de sus apariciones en televisión. El mejor éxito recayó en Franco, quien solo lanzó el álbum Sarò Franco y varios sencillos (de los cuales "L'ultimo dei belli" terminó en el desfile de éxitos). Incluso durante sus actuaciones televisivas en la década de 1980 firmaron varios temas de cierre para sus respectivos programas, incluido el creado para Drim titulado "E mi pareva strano". En el mismo período cubrió un éxito de 1981 titulado "Shaddap your face" y grabado por Joe Dolce, llamado "Alì Alì Alè".

### Álbumes
- 1961 – Rinaldo in campo (Fonit Cetra, LP 20016; en colaboración con Domenico Modugno, Delia Scala y el resto del elenco del espectáculo teatral homónimo)

### Sencillos
- 1961 – "Tre somari e tre briganti/La bandiera" (Carosello Records)
- 1966 – "Bang... bang... kissenè/Il re dello scasso" (Ester Records, GEE 104)
- 1968 – "Ciccio perdona... io no!/Lupara Story" (Carosello Records, Cl-20211)
- 1968 – "La gavotta" (Carosello Records)
- 1968 – "Tango mizzichero/Scuola di danza" (Carosello Records, Cl-20207)
- 1969 – "Non siamo eroi/Non siamo eroi (instrumental)" (Carosello Records, Cl-20223)
- 1970 – "Cerentoluzzo parte 1/Cerentoluzzo parte 2" (Hello Records, HR 9037)
- 1970 – "La lampada di Alaciccio parte 1/La lampada di Alaciccio parte 2" (Hello Records, HR 9038)
- 1970 – "Pollifranco e Polliciccio parte 1/Pollifranco e Polliciccio parte 2" (Hello Records, HR 9039)
- 1981 – "E mi pareva strano/Franco, Ciccio e il pappagallo" (Fonit Cetra, SP-1749)
- 1982 – "Ah, l'amore/Alì Alì Alè" (RCA Italiana, BB 6559)
- 1982 – "Ridiamoci sopra/Calcio matto" (RCA Italiana)

## Teatro
- Core 'ngrato (1954)
- Al Texas Club (1957)
- Due in allegria e cinque in armonia (1958)
- Un giallo più giallo di un giallo (1958)
- Liz Taylor è a Cannes, De Sica a New York, Franchi e Ingrassia a Palermo (1959)
- Rinaldo in campo (1961-62)
- Masaniello (1963)
- Tommaso d'Amalfi (1963-64)
- Il cortile degli Aragonesi (1973)
- La granduchessa e i camerieri (1977)

## Películas

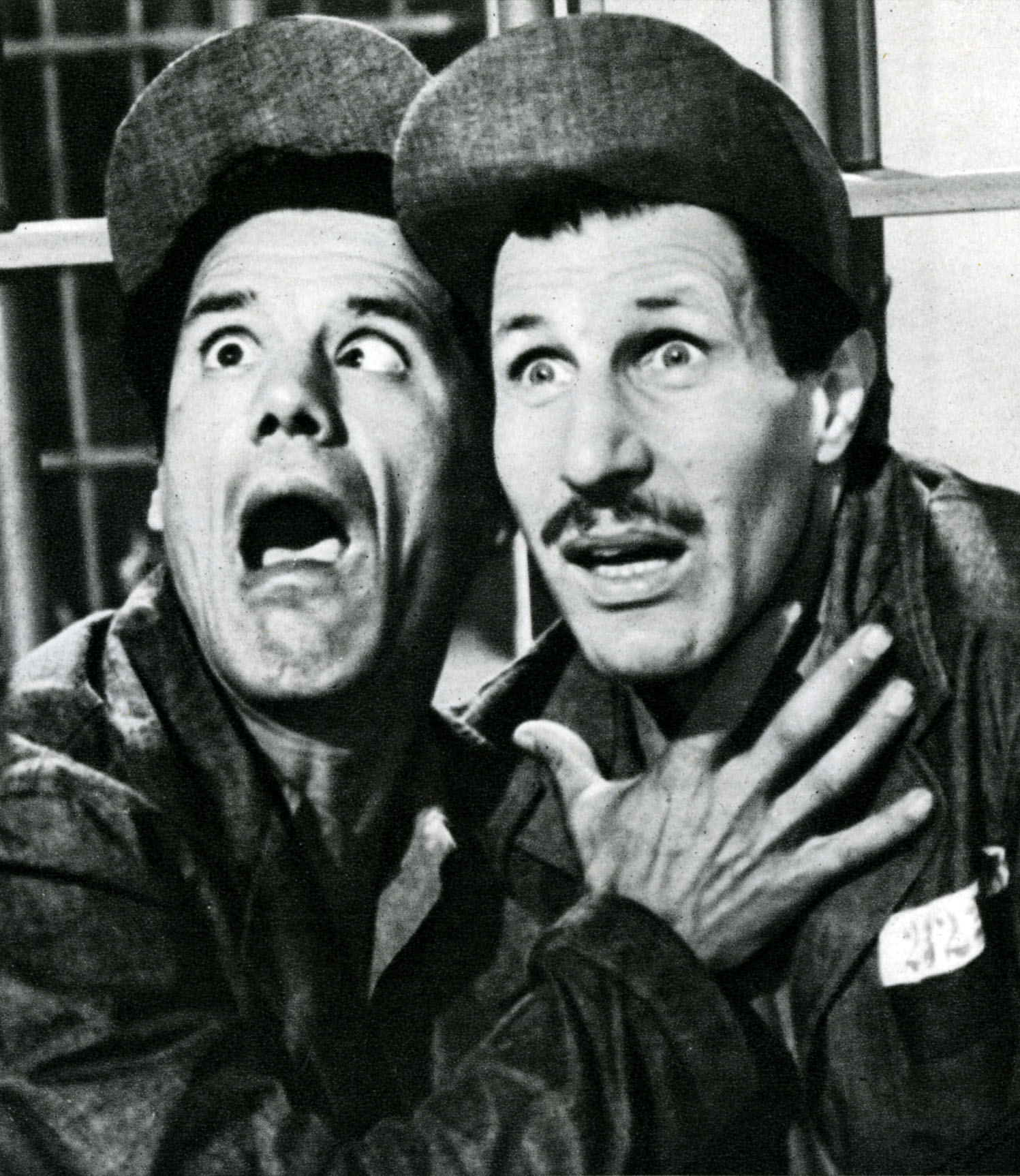
Franco e Ciccio en I due evasi di Sing Sing, de Lucio Fulci (1964)

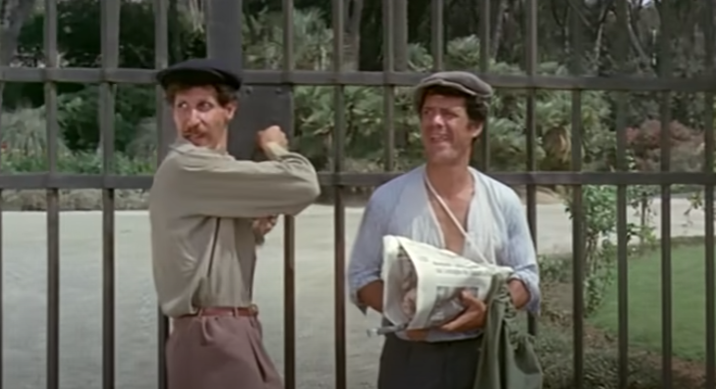
Franco e Ciccio en Oh! Those Most Secret Agents!, de Lucio Fulci (1964)

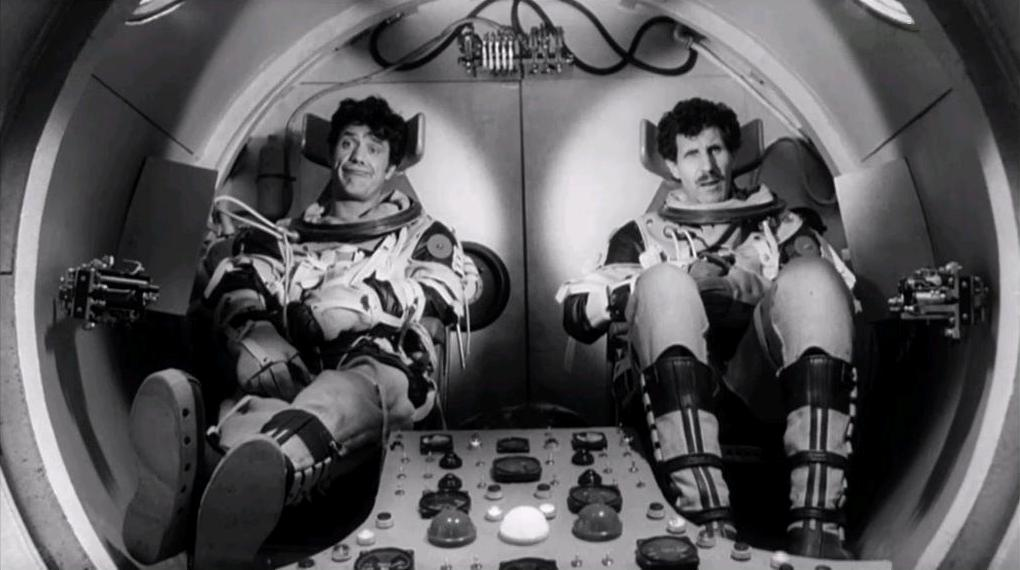
Franco e Ciccio in 002 Operazione Luna de Lucio Fulci (1965)

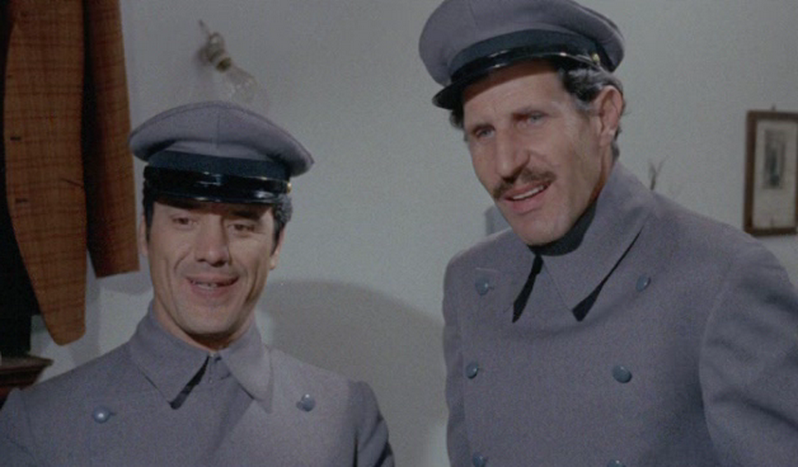
Franco and Ciccio in Nel sole by Aldo Grimaldi (1967)

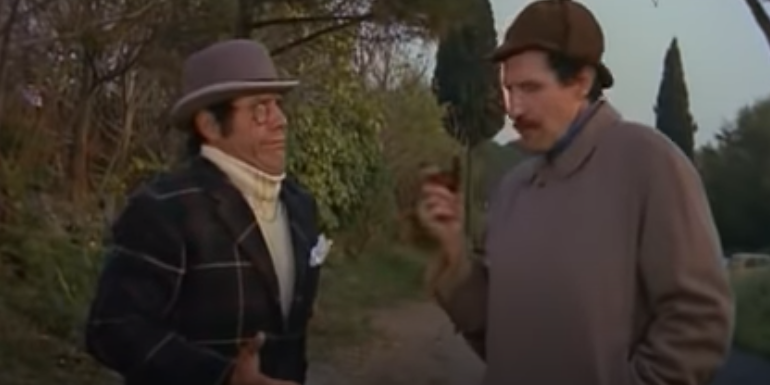
Franco and Ciccio in I due assi del guantone by Mariano Laurenti (1971)

- 1960: Appuntamento a Ischia, de Mario Mattoli
- 1961: L'onorata società, de Riccardo Pazzaglia
- 1961: 5 marines per 100 ragazze, de Mario Mattoli
- 1961: Hercules in the Valley of Woe, de Mario Mattoli
- 1961: The Last Judgment, de Vittorio De Sica
- 1962: Il mio amico Benito, de Giorgio Bianchi
- 1962: The Shortest Day, de Sergio Corbucci
- 1962: Los motorizados, de Camillo Mastrocinque
- 1963: Obiettivo ragazze, de Mario Mattoli
- 1963: The Swindlers, de Lucio Fulci
- 1964: Dos de la mafia, de Giorgio Simonelli
- 1964: I due pericoli pubblici, de Lucio Fulci
- 1964: I due evasi di Sing Sing, de Lucio Fulci
- 1864: Oh! Those Most Secret Agents!, de Lucio Fulci
- 1964: Two Mafiamen in the Far West, de Giorgio Simonelli
- 1964: Primitive Love, de Luigi Scattini
- 1964: Sedotti e bidonati, de Giorgio Bianchi
- 1964: A Monster and a Half, de Steno
- 1964: Corpse for the Lady, de Mario Mattoli
- 1965: Io uccido, tu uccidi, de Gianni Puccini
- 1965: Letti sbagliati, de Steno
- 1965: Dos caraduras en Texas, de Michele Lupo
- 1965: I figli del leopardo, de Sergio Corbucci
- 1965: Latin Lovers, de Mario Costa
- 1965: Dos vivales en Fuerte Álamo, de Giorgio Simonelli
- 1965: Two Mafiosi Against Goldginger, de Giorgio Simonelli
- 1965: 002 Operazione Luna, de Lucio Fulci
- 1965: The Two Parachutists, de Lucio Fulci
- 1965: How We Got into Trouble with the Army, de Lucio Fulci
- 1965: Dos toreros de aúpa, de Giorgio Simonelli
- 1965: Soldati e caporali, de Mario Amendola
- 1965: Veneri al sole, de Marino Girolami
- 1966: War Italian Style, de Luigi Scattini
- 1966: Two Sons of Ringo, de Giorgio Simonelli
- 1966: I due sanculotti, de Giorgio Simonelli
- 1966: How We Robbed the Bank of Italy, de Lucio Fulci
- 1966: Due mafiosi contro Al Capone, de Giorgio Simonelli
- 1966: Dr. Goldfoot and the Girl Bombs, de Mario Bava
- 1967: Come rubammo la bomba atomica, de Lucio Fulci
- 1967: Nel sole, de Aldo Grimaldi
- 1967: The Long, the Short, the Cat, de Lucio Fulci
- 1967: 'I barbieri di Sicilia, de Marcello Ciorciolini
- 1967: The Handsome, the Ugly, and the Stupid, de Giovanni Grimaldi
- 1968: The Two Crusaders, de Giuseppe Orlandini
- 1968: Caprice Italian Style, de seis directores
- 1968: Don Chisciotte and Sancio Panza, de Giovanni Grimaldi
- 1968: The Nephews of Zorro, de Marcello Ciorciolini
- 1968: Brutti di notte, de Giovanni Grimaldi
- 1968: Ciccio Forgives, I Don't, de Marcello Ciorciolini
- 1968: L'oro del mondo, de Aldo Grimaldi
- 1969: I 2 deputati, de Giovanni Grimaldi
- 1969: Franco, Ciccio e il pirata Barbanera, de Mario Amendola
- 1969: Indovina chi viene a merenda?, de Marcello Ciorciolini
- 1970: Paths of War, de Aldo Grimaldi
- 1970: Satiricosissimo, de Mariano Laurenti
- 1970: W le donne, de Aldo Grimaldi
- 1970: I due maghi del pallone, de Mariano Laurenti
- 1970: Don Franco e Don Ciccio nell'anno della contestazione, de Marino Girolami
- 1970: Ma chi t'ha dato la patente?, de Nando Cicero
- 1971: Armiamoci e partite!, de Nando Cicero
- 1971: Ma che musica maestro, de Mariano Laurenti
- 1971: I due assi del guantone, de Mariano Laurenti
- 1971: Il clan dei due Borsalini, de Giuseppe Orlandini
- 1972: The Adventures of Pinocchio, de Luigi Comencini
- 1972: I due gattoni a nove code... e mezza ad Amsterdam, de Osvaldo Civirani
- 1972: Two Sons of Trinity, de Osvaldo Civirani
- 1973: Il sergente Rompiglioni, de Pier Giorgio Ferretti
- 1974: Farfallon, de Riccardo Pazzaglia
- 1974: Paolo il freddo, de Ciccio Ingrassia
- 1984: Kaos, de Paolo y Vittorio Taviani

## Televisión

### Como presentadores
- Comiche di un anno n.1 (Programma Nazionale, 1965)
- I due nel sacco (Programma Nazionale, 1966)
- Due ragazzi incorreggibili (Rete 1, 1976-1977)
- Drim (Rete 2, 1980)
- Patatrac (Rete 2, 1981)
- Ridiamoci sopra (Canale 5, 1982)
- 3,2,1... ed è '82 (Rete 2, 1981-1982)
- Beauty Center Show (Italia 1, 1983)
- Bene, bravi, bis (Italia 1, 1984)
- Grand Hotel (Canale 5, 1985-1986)
- Gran galà per Hanna & Barbera (Rai 1, 1989)
- Zecchino d'Oro (Rai 1, 1990)
- La festa della mamma (Rai 1, 1991)
- Avanspettacolo (Rai 3, 1992)

### Como participantes
- Cantatutto (Programma Nazionale, 1963-1964)
- Partitissima (Programma Nazionale, 1967)
- Un disco per l'estate (Programma Nazionale, 1972)
- Calciomatto (Rete 1, 1982; Rai 1, 1983)
- Grand Hotel (Canale 5, 1985-1986)
- Buona Domenica (Canale 5, 1986-1987)
- Il gioco dei 9 (Canale 5, 1990)
- La Banda dello Zecchino (Rai 1, 1991)

### Series de televisión
- La fiaba incantata (1980)
- Farsa (1986)
- Io Jane, tu Tarzan (1989)

## Radio
- Il gamberetto (1970–71)
- Gran varietà (1971–72)
- Permette cavallo (1981)
- Il baraccone (1981)